# چانگ می هی
چانگ می هی (کره‌ای: 장미희؛ زادهٔ ۲۷ ژانویه ۱۹۵۸) بازیگر اهل کره جنوبی است. او با نام تولد لی یون هی در سئول، کره جنوبی در سال ۱۹۵۸ به دنیا آمد. چانگ می هی در سال ۱۹۷۶ به عنوان بازیگر و با بازی در فیلم سونگ چون هیانگ به کارگردانی پارک ته وون، فعالیت خود را آغاز کرد.